# Bascom Lamar Lunsford
Bascom Lamar Lunsford (Mars Hill, 21 maart 1882 - 4 september 1973) was een folklorist en uitvoerend artiest van traditionele muziek uit Appalachia uit het westen van North Carolina. Naast musicus was Lunsford ook jurist. Hij was vaak bekend onder de bijnaam "Minstrel van de Appalachen". Zijn bekendheid ontleent hij aan de honderden liedjes die hij verzamelde en opnam voor de Columbia University en het Library of Congress' Archive of American Folk Song.

## Biografie
Bascom Lamar Lunsford werd in 1882 geboren in Mars Hill in Madison County in North Carolina. Op jonge leeftijd gaf zijn vader, een leraar, hem een viool, en zijn moeder zong religieuze liederen en traditionele ballades. Lunsford leerde ook banjo en begon op te treden op bruiloften en square dances.
Nadat hij zich had gekwalificeerd als leraar aan het Rutherford College, gaf Lunsford les op scholen in Madison County. In 1913 haalde Lunsford een graad in rechten aan het Trinity College, dat later Duke University zou worden. 
Toen Lunsford echter als verkoper van fruitbomen werkte, begon hij liedjes te leren van de klanten die hij op afgelegen boerderijen ontmoette, waardoor zijn interesse in muziek, en in het bijzonder in de oude liedjes, opnieuw werd gewekt. Hij begon liedjes te verzamelen en gaf later lezingen en recitals over volksmuziek.

## Appalachiaanse muziek
Lunsford gaf lezingen en optredens gekleed in een gesteven wit overhemd en een zwarte vlinderdas. Deze formele kleding maakte deel uit van zijn campagne tegen de stereotypering van hillbillies.
In 1922 nam Frank C. Brown, een liedjesverzamelaar, op wascilinders 32 nummers van Lunsford op. Op 5 februari 1928 nam Lunsford in Ashland in Kentucky enkele van zijn bekendste opnames op tijdens een sessie voor Brunswick Records, waaronder een uitvoering van "Dry Bones". Tijdens deze sessie werd ook Lunsfords eigen compositie "Old Mountain Dew" opgenomen, die later de jingle werd voor de Mountain Dew-frisdrank. Lunsford verkocht het nummer aan het bedrijf Mountain Dew voor de treinreis naar huis.
Lunsford speelde in een stijl uit het westen van North Carolina, met een ritmische opwaartse slag die langs de snaren streek, klinkend als het spelen van een klauwhamerbanjo, waarbij de neerwaartse slag wordt benadrukt. Hij bespeelde ook een "mandoline", een instrument met een mandolinelichaam en een vijfsnarige banjo-hals. Hij speelde af en toe viool voor dansmelodieën zoals "Rye Straw". Hij censureerde de canon, vermeed obscene liederen en liet verzen weg. Zijn repertoire omvatte "Child Ballads", negrospirituals en salonmuziek. 
Een cd-collectie met de opnames van Lunsford, van de Brunswick-opnames uit de jaren 1920 tot de opnames uit 1949 voor het Archive of American Folk Song in de Library of Congress in 1949 werd in 1996 onder de titel Ballads, Banjo Tunes and Sacred Songs of Western North Carolina uitgebracht door Smithsonian Folkways.

## The Mountain Dance and Folk Festival
In 1927 organiseerde de Kamer van Koophandel van Asheville een 'Rhododendron Festival' om het toerisme te stimuleren. De Kamer vroeg Lunsford om lokale muzikanten en dansers uit te nodigen. 1928 was het eerste jaar van het "Mountain Dance and Folk Festival", vaak geclaimd als het eerste evenement dat werd omschreven als een "Folkfestival". Na een paar jaar verdween het rododendron-element, maar het festival bestaat tot op de dag van vandaag. Lunsford was de organisator en trad daar elk jaar op tot hij in 1965 een beroerte kreeg.
Lunsford was medeoprichter van het Lunsford "Minstrel of Appalachia" Festival, dat plaatsvindt in de geboorteplaats van Lunsford aan de Mars Hill University, 20 minuten ten noorden van Asheville.

## Politiek en roem
Lunsford was betrokken bij de politiek van de Democratische Partij. Hij leidde de campagne voor congreslid Zebulon Weaver voor North Carolina. Van 1931 tot 1934 was hij griffier van het Huis van Afgevaardigden van North Carolina. Charles Seeger nam hem halverwege de jaren 1930 in dienst om zangers in "Skyline Farms" te promoten, als onderdeel van de "New Deal". Lunsford werd in 1939 door president Roosevelt uitgenodigd in het Witte Huis, toen hij zijn muziek uitvoerde voor de Engelse koning George VI en zijn vrouw koningin Elisabeth.

## Discografie
- Song and Ballads of American History and of the Assassination of American Presidents (1952)
- Smokey Mountain Ballads (1953) (Folkways)
- Minstrel of the Appalachians (1956) (Riverside: RLP 12-645)
- Bascom Lamar Lunsford (1956) (Riverside)
- Music from South Turkey Creek (1976) (Rounder Records)
- Ballads, Banjo Tunes and Sacred Songs of Western North Carolina (1996) (Smithsonian Folkways)

- Bibliothèque nationale de France: cb139979245 (data)
- Gemeinsame Normdatei: 1082430927
- International Standard Name Identifier: 0000 0000 0141 6797
- Library of Congress Control Number: n83189998
- MusicBrainz: a20db0dc-70a3-447c-a984-69b0f70bac0b
- Nationale Bibliotheek van Tsjechië: xx0194531
- Nationale Bibliotheek van Israël: 987007334427405171
- SNAC: w6vq3h96
- Virtual International Authority File: 74047677
- WorldCat: E39PBJqkb9ttf8kbFjvr4GkRrq